# Linda Chisholm
Linda Rae Chisholm Carillo (ur. 21 grudnia 1957 w Northridge w Los Angeles) – amerykańska siatkarka, medalistka igrzysk olimpijskich.

## Życiorys
Chisholm była w składzie reprezentacji Stanów Zjednoczonych, która zdobyła srebrny medal na Igrzyskach Panamerykańskich 1983 w Caracas. Wystąpiła na igrzyskach olimpijskich 1984 w Los Angeles. Zagrała wówczas jedynie w  przegranym meczu finałowym z reprezentacją Chin.
W latach 1975-1977 uczęszczała do College of the Canyons (Community college), a następnie do 1981 studiowała na Pepperdine University. Grała w również w siatkówkę plażową, m.in. w zawodach organizowanych przez AVP i FIVB do 1999. W 2008 znalazła się w CBVA Beach Volleyball Hall of Fame.